# Collège de Rethel
Pour les articles homonymes, voir Rethel (homonymie).
Le Collège de Rethel était un établissement de l'ancienne université de Paris.

## Localisation
Son fondateur l'avait pourvu d'un hôtel rue des Poirées. Au début de XVe siècle, il se trouvait à une très grande proximité du Collège de Reims, qui, lui, se situait dans l'hôtel de Bourgogne, au n° 18, rue des Sept-Voies, au Mont Saint-Hilaire à Paris. Il est possible que ce fut au même endroit.

## Histoire
Le Collège de Rethel fut fondé à la fin du XIIIe siècle (peu après 1293), par Gauthier de Launoy, pour y entretenir de pauvres écoliers du Rethelois. Il en confia l'administration à l'abbé de Saint-Denis de Reims et au prieur de Saint-Remi de Reims, qui devaient choisir un ecclésiastique de Rethel, homme de probité, pour distribuer journellement six deniers à chaque étudiant de cette ville et des environs et douze aux plus diligents. Jeanne de Presles le pourvut de quatre bourses pour les élèves du Porcien.
Il fut ruiné par les Anglais en 1418. Charles VII rétablissant, en 1443, le collège de Reims, le réunit à ce dernier ; la collation de quatre bourses qui y étaient fondées pour le comté de Porcien y furent transférées..
Le collège de Reims vendit les bâtiments du collège de Rethel à la « Maison et Société de Sorbonne », le 30 aout 1647.